# ジェフリー・ルイス
ジェフリー・ルイス（Geoffrey L. Lewis, 1920年6月19日 - 2008年2月12日）はイギリスのトルコ語学者。1920年にロンドンで生まれる。オクスフォード大学のセント・ジョンズ・コレッジ（St John's College）で学ぶ。のちに、同大学名誉教授、セント・アントニー・コレッジ名誉評議員。

## 著書
- Teach Yourself Turkish. 1953.
- Turkish Grammar. 1967. Oxford: Oxford University Press. ISBN 0-19-870036-9.
- The Turkish Language Reform: a catastrophic success. 1999 Oxford: Oxford University Press.